# 贝尔斯泰姆
贝尔斯泰姆（法語：Berstheim，法語發音：[bɛʁstaim]）是法国下莱茵省的一个市镇，属于阿格诺-维桑堡区。

## 地理
贝尔斯泰姆（48°47'32"N, 7°40'33"E）面积3.09 平方千米，位于法国大東部大區下莱茵省，该省份为法国大陆部分最东部的省份，是阿尔萨斯的一部分，今与上莱茵省组成了阿尔萨斯欧洲集体，其南至上莱茵省，西南接孚日省和默尔特-摩泽尔省，西接摩泽尔省，北与德国接壤。
与贝尔斯泰姆接壤的市镇（或旧市镇、城区）包括：于尔维莱、维泰尔桑、巴岑多夫、奥克斯泰、奥隆根、万泰尔苏斯。
贝尔斯泰姆的时区为UTC+01:00、UTC+02:00（夏令时）。

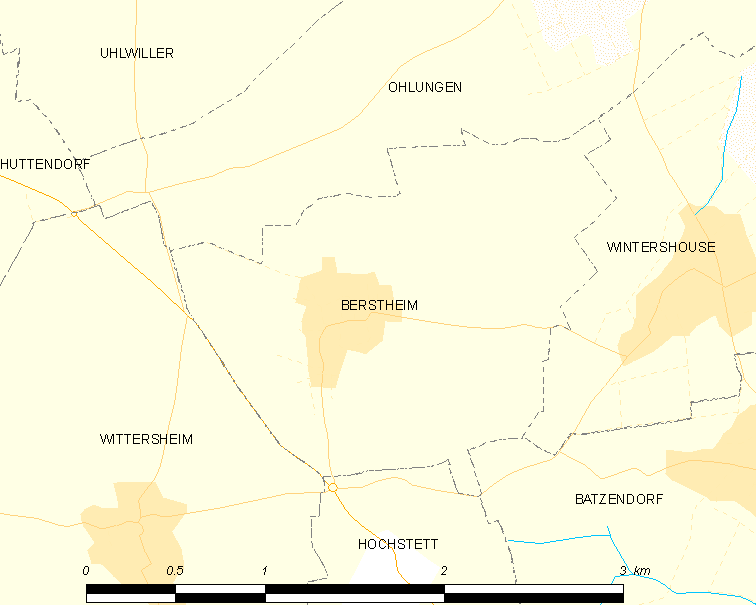
贝尔斯泰姆的OSM定位图

## 行政
贝尔斯泰姆的邮政编码为67170，INSEE市镇编码为67035。

## 政治
贝尔斯泰姆所属的省级选区为阿格诺县。

## 人口

1962-2008年间贝尔斯泰姆人口变化图示

贝尔斯泰姆于2022年1月1日时的人口数量为513人。